# Johann Balthasar von Hoffmann

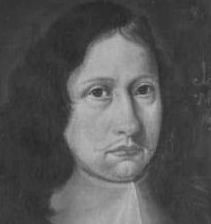
Johann Balthasar von Hoffmann ca. 1668 Procurator in Kassel

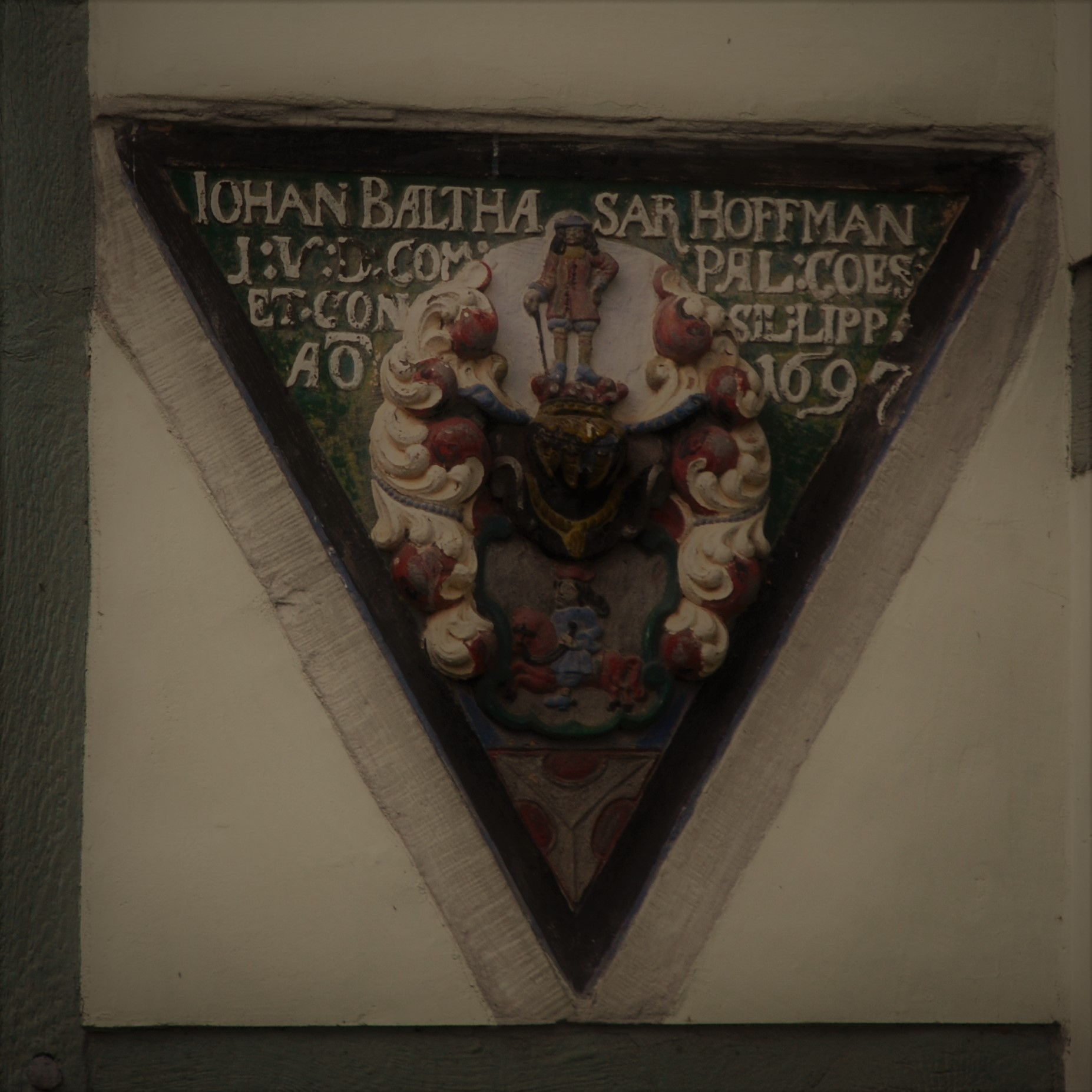
Wappen des Johann Balthasar von Hoffmann von 1697 an seinem Haus in Brake.

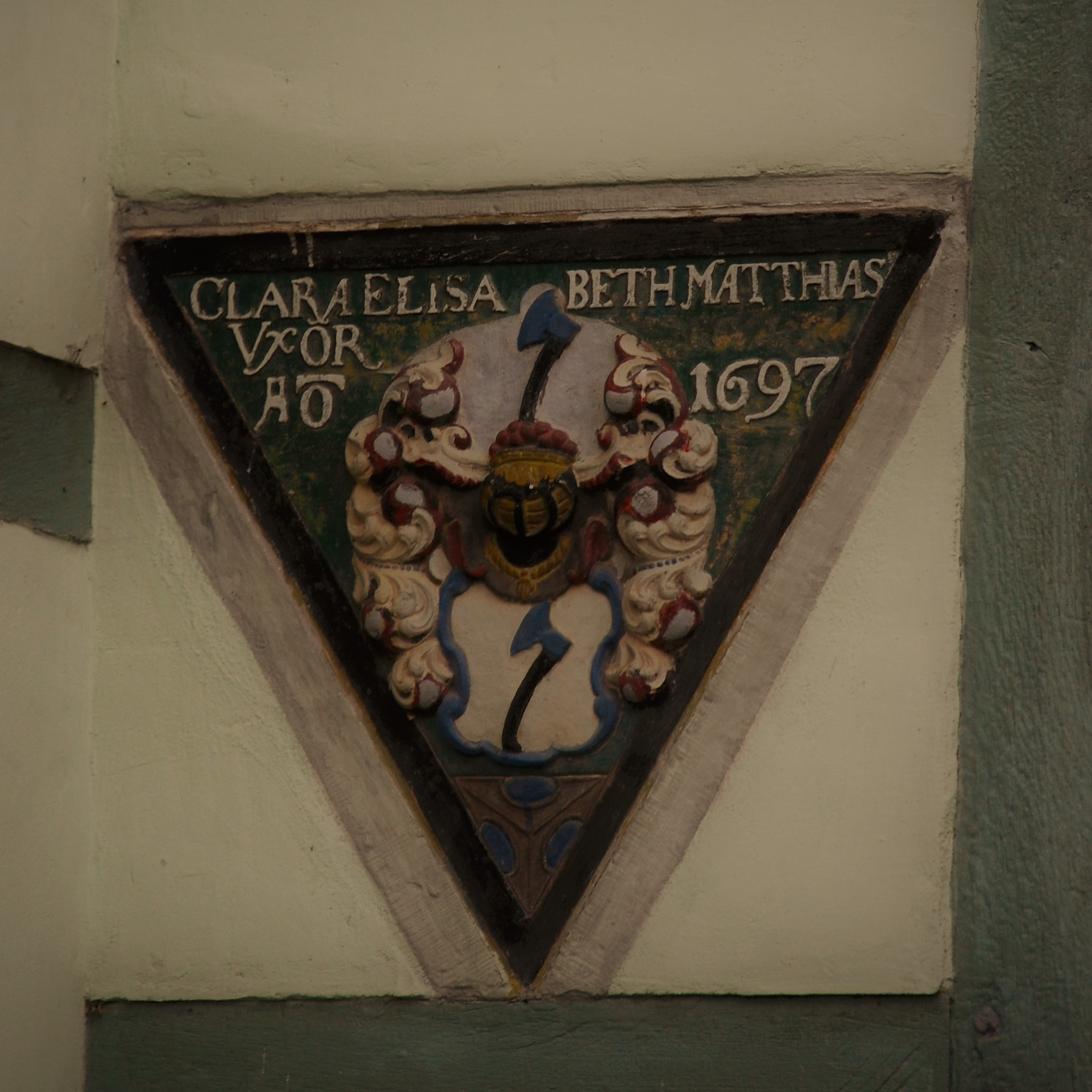
Wappen der Ehefrau (Uxor) Clara Elisabeth Matthias am Haus der Eheleute von Hoffmann angebracht im Jahre 1697

Johann Balthasar von Hoffmann (* 1. März 1639 in Kassel; † 29. Oktober 1705 in Brake (Lemgo)) war ein Hofpfalzgraf, Advokat, Doktor beider Rechte, Rat und Drost des Grafen zur Lippe-Brake.

## Leben und Werk
Johann Balthasar (von) Hoffmann entstammte einer alten hessischen Patrizierfamilie. Sein Vater Hans Jakob Hoffmann war Mundschenk des Landgrafen von Hessen-Kassel und als Burggraf in Marburg berufen. Am 24. November 1664 heiratete er in Brakel (Westfalen) die dortige Bürgermeistertochter Clara Elisabeth Matthias (* 9. Dezember 1645 in Brakel; † 24. Mai 1721 in Rheda).
Er war um 1675 in Rinteln in der damaligen zu Hessen-Kassel gehörenden Grafschaft Schaumburg als Advocatus Fisci tätig. Später wurde er vom Grafen zur Lippe-Brake zum Lippischen Rat und Oberamtmann ernannt und zog mit seiner Familie nach Brake. Er erhielt am 2. Oktober 1684 ein Bestätigungsdiplom des Adels seiner Familie mit folgendem Wappen: in Rot ein auf einem schwarzen Pferde reitender Mann mit gelbem Rocke und schwarzem Hute. Damit wurde er Comes palatinus caesareus (Kaiserlicher Hofpfalzgraf). 1697 kaufte er ein Haus in der jetzigen Bahnhofstraße in Brake, welches er mit seinem Wappen und dem seiner Frau verzierte. Seit dieser Zeit diente das Haus auch als Braker Amtshaus. Hoffmann starb 1705 in Brake, seine Frau verstarb 1721 in Rheda bei ihrem Sohn Wilhelm und wurde in der dortigen reformierten Kirche beigesetzt. Eine Grabplatte mit dem noch erkennbaren Wappen der Eheleute ist in der Braker Kirche erhalten.
Aus seiner Ehe mit Clara Elisabeth Matthias entsprossen fünf Söhne.
- Johann Christoph (* 16. Januar 1670 in Kassel; † 4. Dezember 1749 in Brake), Gräflich Lippischer Hofrat und Drost in Brake, Vater des späteren Lippischen Kanzlers Ferdinand Bernhard von Hoffmann.
- Wilhelm von Hoffmann (* 1674 in Rinteln; † 28. August 1743 in Rheda), gräflich-bentheim-tecklenburg-rheda-scher Regierungsrath, Vater des kurmainzischen Geheimraest und Leibarztes Christoph Ludwig von Hoffmann
- Theodor Ferdinand von Hoffmann (* 11. Juni 1676 in Rinteln; † 18. Dezember 1743 ebenda), hessen-kasselscher Kommandant der Festung Rinteln
- Bernhard von Hoffmann (* 28. März 1686 in Brake; † 21. Oktober 1745 in Gronau/Westf.), gräflich-bentheim-tecklenburg-rhedascher Rat und Beamter der Herrschaft Gronau
- Constantin von Hoffmann, Commissarius beim  Grafen zu  "Schwarzenau" ( Sayn-Wittgenstein-Hohenstein)